# رعي الحمام الأمريكي
```

```

رِعْيُ الحمام الأمريكي نوع من رعي الحمام في الفصيلة اللويزية عشبة معمرة تعلو من ٥٠ إلى ١٢٠ سم. ساقها منتصبة زغبية. أوراقها لاطئة. نصلها خشن الملمس على صفحيته. أزهارها مستطيلة زباء التويج، لونها إلى الزرقة الباهتة. ازهرارها يستمر من تموز إلى آب.